# Move Ya Body
Move Ya Body is een nummer van het Puerto Ricaanse muziekduo Nina Sky uit 2004, in samenwerking met rapper Jabba. Het is de eerste single van het titelloze debuutalbum van Nina Sky.
"Move Ya Body" werd een hit in de VS en haalde de 4e positie in de Billboard Hot 100. In Europa werd het nummer over het algemeen een bescheiden hitje. In de Nederlandse Top 40 was het met een 5e positie zeer succesvol, in de Vlaamse Ultratop 50 met een 11e positie iets minder.